# Paul J. Mueller

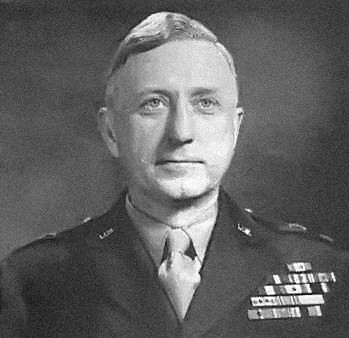
Major General Paul J. Mueller

Paul John Mueller (* 6. November 1892 in Union, Missouri; † 25. September 1964 in Washington, D.C.) war ein General der US Army während des Zweiten Weltkrieges.
Mueller absolvierte die United States Military Academy in West Point im Jahre 1915. Während des Ersten Weltkrieges kommandierte er hauptsächlich Infanteriebataillone an der Westfront. Zwischen den beiden Weltkriegen hatte er diverse Posten in der Armee inne, meistens als Ausbilder in Infanterieschulen oder als Kommandeur diverser Einheiten.
Mit August 1941 wurde er kommandierender General der 81. US-Infanteriedivision in Fort Rucker, Alabama. In den kommenden Monaten führte er die Division zu diversen Trainingsaufenthalten in die Bundesstaaten Florida, Tennessee und Kalifornien. Seinen ersten Kampfeinsatz im Pazifikkrieg erlebte er mit seiner Division ab September 1944 auf den Palau-Inseln Angaur und vor allem Peleliu, wo er der schwer kämpfenden 1. US-Marinedivision unter General William H. Rupertus zu Hilfe kam. Unter seiner Führung konnte die Wildcat-Division diese Schlacht im November beenden. Mit der Kapitulation Japans beteiligte er sich mit seiner 81. Division an der Besetzung Japans.
Mueller blieb bis zu seiner Pensionierung 1954 in der US Army. Er starb im Jahre 1964.